# Institut universitaire d'études du développement

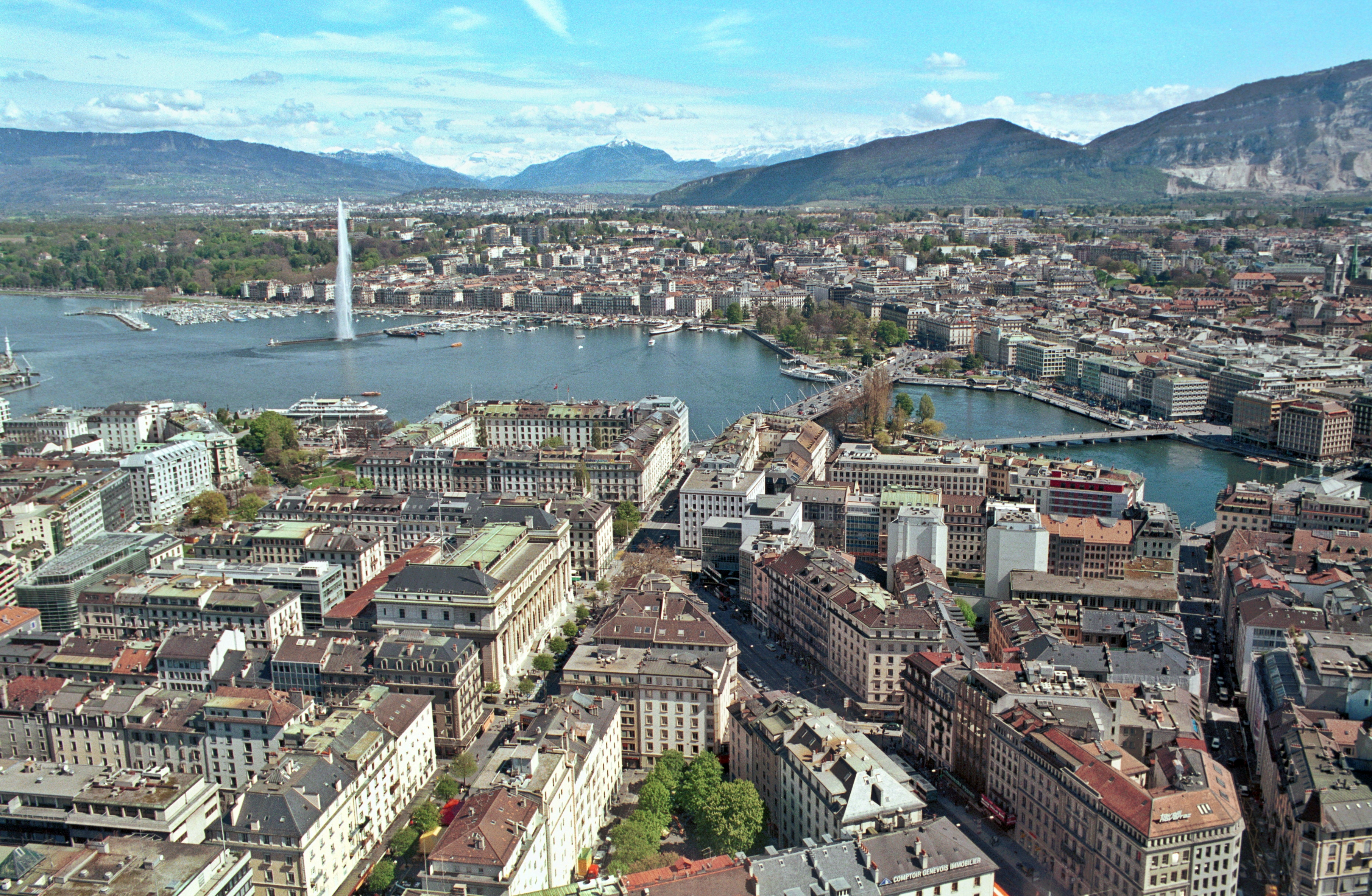
Photographie aérienne de Genève, la rade, le jet d'eau, le Pont du Mont-Blanc, le 26 avril 2005.

L'Institut universitaire d'études du développement (IUED) de Genève (Suisse), fondé en 1977, est reconnu par le Conseil fédéral comme une institution universitaire à part entière à la fin de l'année 2002. L'IUED cesse ses activités en 2008 à la suite de la création du nouvel Institut de hautes études internationales et du développement (IHEID), résultat du regroupement de l'Institut universitaire de hautes études internationales (IUHEI) et de l'IUED.

## Historique
Le centre genevois pour la formation de cadres africains est créé par l'État de Genève avec la contribution de Jacques Freymond en 1961, avec le souci d'offrir aux cadres africains un centre d'accueil et de créer un lieu de réflexion et de recherche pour les personnes intéressées aux questions de développement.
Ce centre devient l'Institut africain de Genève l'année suivante puis prend le nom « Institut universitaire d'études du développement » en 1973. L'IUED est né de la signature d'une convention avec l'Université de Genève, en 1977. Depuis cette époque, l'institut s'ouvre progressivement aux étudiants du monde entier. L'IUED forme plusieurs générations de professionnels du développement en Suisse et dans le monde (y compris au niveau doctoral après 1995) et devient le centre d'un vaste réseau international. Très actif dans les projets de développement concret, l'IUED est également connu dans le monde francophone pour avoir proposé une alternative et un regard critique sur l'aide au développement, ainsi que pour sa revue, les Cahiers de l'IUED. Il est également parmi les institutions pionniers en Europe dans le développement intellectuel de la perspective du développement durable.
Dès 1999, il s'allie à l'Institut universitaire de hautes études internationales pour créer le Réseau universitaire international de Genève (RUIG) dans le but de favoriser les échanges d'idées et les projets communs des institutions suisses, internationales et d'organisations non gouvernementales œuvrant dans le domaine des relations internationales. La collaboration avec l'Institut universitaire de hautes études internationales (IUHEI) continue en 2005 avec la proposition d'un programme de séminaires communs aux deux instituts dans le cadre de la convention de Bologne. En 2006, un accord de fusion est signé entre les deux institutions, qui se réunissent au sein de l'Institut de hautes études internationales et du développement le 1er janvier 2008.

## Alumni réputés
- Duarte Pio
- Juan Gasparini
- Carlos Lopes
- Alpha Oumar Konaré
- Carlos Correa Feliú
- François Lumumba
- Riadh Sidaoui
- Celia Guevara
- Rudolf Ramsauer
- Nicolas Imboden
- Dominique Biedermann
- Esther Mamarbachi
- Antonio Hodgers

## Enseignants
- Cruz Melchor Eya Nchama
- Gilbert Rist
- Jean Ziegler
- Jacques Forster
- Pierre Bungener
- Jean-Pierre Gontard
- Fabrizio Sabelli
- Jacques Grinevald
- Riccardo Bocco
- Antoine Brawand
- Isabelle Milbert
- Marc Hufty
- Christian Corminboeuf
- Jean-Luc Maurer
- Jean-Michel Servet
- Rolf Steppacher
- Daniel Fino
- Marie-Dominique Perrot
- Christian Comeliau
- Yvonne Preiswerk
- Ariane Deluz
- Andras November
- Gérald Berthoud
- Claude Auroi
- Giorgio Blundo
- Isabelle Schulte-Tenkhoff
- Alessandro Monsutti
- Jean-Daniel Rainhorn
- Jean-Pierre Jacob
- Ronald Jaubert
- Philippe Regnier
- Yvan Droz
- Pape Diouf
- François Piguet
- Christophe Golay
- Christophe Gironde
- Antoine Kernen
- Fenneke Reysoo
- Michel Carton
- Gérard Peroulaz
- Christine Verschuur
- Gilles Carbonnier
- Pascal van Griethuysen

## Activités et ressources

### Centres de documentation, bibliothèques[9]
La bibliothèque de l'IUED rassemble des documents sur le Sud et les études de développement. 
"L’accent est mis sur les sciences sociales et le développement, ainsi que sur les sciences appliquées et les aspects techniques de la coopération. Ses prestations sont les suivantes : prêt de documents, prêt inter-bibliothèque, assistance et formation à la recherche documentaire, collectes des données sur les relations Suisse Tiers-Monde, archivage des films du festival Médias Nord Sud. Ses collections sont en libre accès. Espace cyberthèque."

### Publication
L'IUED publie en séries des ouvrages collectifs avec des contributions de ses enseignants et partenaires, en particulier Les Cahiers de l'Institut universitaire d'études du développement de 1975 à 1993.
À partir de 1994, les Nouveaux  cahiers de l'IUED mettent en perspective des débats, des paradigmes et des pratiques innovantes ou traditionnelles.
Au niveau national, l'IUED publie l'Annuaire suisse de politique de développement de 2003 à 2008.
- Yvonne Preiswerk et Fabrizio Sabelli (sous la direction de), Pratiques de la dissidence économique - réseaux rebelles et créativité sociale, Nouveaux cahiers de l'IUED, Genève et PUF, Paris, 1998